# 키겐
키겐(Kiggen, 본명: 이기원, 1979년 3월 13일 ~ )은 대한민국의 래퍼이자, 팬텀의 전 멤버이다.

## 개요
2017년 프로듀스101 시즌2에 OH LITTLE GIRL이라는 명곡을 들고 출연, 이후 뉴이스트W의 데뷔곡 '있다면' 정세운의 두번째 미니앨범 타이틀곡 'BABY IT'S U'등을 연달아 히트시키며 아이돌커뮤니티에서 '갓키겐'으로 불린다.
이후 워너원의 수록곡, MXM과 JBJ의 타이틀곡을 쓰는 등 프로듀스101의 수혜를 톡톡히 누린 케이스.
프로듀스101로 수면 위로 올라왔지만 의외로 나이와 경력이 꽤 있다.(프듀 시즌1에도 아이오아이에게 '내말대로 해줘' 제공)
플유년시절을 일본 TAJIMI에서 보냈고, 한국에 와서 부산에서 대학과 군복무를 마치고나서 처음 음악을 시작했다고 한다. (2016년 두 나라를 오가며 살아온 자신의 정체성을 노래한 곡 TJIMINOBLUES 발표)
보그코리아 인터뷰에 따르면 군복무 중 히데의 다큐멘터리를 보고 감명받아 진로를 정하고 제대 후 무작정 상경했다고 한다. 집에 불이 났을 때 딱 하나만 가지고 나올 앨범으로 히데의 psyence앨범을 언급했다.
이런 저런 기획사에 오디션을 봤으나 데뷔에 실패, 결국 스스로 제작한 믹스테잎 pianissimo을 발표한다. 이 믹스테잎의 첫번째 수록곡 KOREAN ROULETTE은 훗날 키겐이 만든 인디레이블의 이름이 된다. (도박?)
브라운아이드소울의 기획사 갑엔터테인먼트에 오디션합격하였으나 데뷔준비 도중 회사가 폐업. 이 시기가 인생에서 가장 힘든시기였고 일어번역, 통역, 서빙, 청소 등 기억나지 않을정도로 다양한 아르바이트를 했다고 한다. 심지어 금단의 아르바이트도 했다고 한다.(2017년 비디오스타 라이머, MXM, 한해, 키겐 방영분 참조)
2007년 본인이 직접 작사,작곡하고 후반작업 디자인까지 했다는 starlight love를 발표. 이것이 히트를 기록하며 브랜뉴뮤직에 계약한다. 브랜뉴뮤직에서 3인조 그룹 팬텀으로 데뷔. 자작곡 얼굴뚫어지겠다로 신인상수상. 버닝 오늘따라 등의 곡으로 활동하였다. 이외에 같은 소속사의 인기가수 버벌진트, 애즈원, 스윙스 등의 곡을 제공하기도 하였다.
아이돌 작업을 이 시기에 집중적으로 하여 빅스, 블락비, 김현중, 뉴이스트, 세븐틴 등에게 악곡을 제공하기도 하였다.
어릴적 좋아했던 지오디와 신화의 타이틀곡을 작업한 것이 가장 인상적이었다고 한 바 있다.
비유를 즐겨쓰는 작사가이자 희대의 멜로디메이커.
프로듀스101에서 박지훈, 정세운, 최민기, 안형섭, 이건희, 이의웅의 슬레이트팀으로 배정되어 히트한 OH LITTLE GIRL같은 경우 멜로디와 노랫말에서 상당한 수준의 퀄리티를 보여준다.
얼굴 뚫어지겠다를 비롯한 팬텀의 거의모든 곡과 최근 정세운의 BABY IT'S U, SHADOWS를 편곡한 작사작곡편곡 올라운드 플레이어. 곡들에 기복은 있는편.
2016년 2월 독자적인 레이블 코리안룰렛을 런칭하였으며 레이블의 1호 가수 ESBEE가 데뷔하였다. ESBEE의 데뷔곡에는 팬텀의 한해, 버벌진트 등이 출연했다.
2017년 2월 동갑내기 여성 인디듀오 새벽공방을 레이블의 두번째 아티스트로 영입했다. 새벽공방은 레이블합류 후 첫싱글 카드캡터체리를 히트시키며 성공적으로 데뷔하였다.
2018년 3월에 브랜뉴뮤직과 결별하였고 코리안룰렛 운영 및 워너원, 뉴이스트, 정세운, MXM 등 수많은 아티스트들의 프로듀싱을 맡고있다.
2018년 7월 24일 스타쉽 엔터테인먼트의 산하 레이블 스타쉽 엑스와 계약을 하여 스타쉽 엑스 소속이 되었으나 이후 곙약만료, 다엔터테인먼트 소속으로 편입되었다.
2020년 중화권 최고인기 플랫촘 아이치이(iqiyi)의 프로그램 <청춘유니2>의 음악감독으로 섭외되었다.
두번째 시즌을 맞은 여자 아이돌 오디션 프로그램이며, 블랙핑크의 리사, 차이쉬쿤 등이 호스트로 나서며 폭발적인 인기를 누리고 있는 중.

## 출신 학교
- 부산중앙고등학교
- 부산대학교 일어일문학과

## 음반 목록
- Pianissimo (피아니시모) (2007)
- 다시보기 (2015)
- 선을 넘자 (2015)
- 버려진 기분 (2016)
- 밤에 듣기 좋은 노래 EP (2016)
- PRADA SHOES (2016)
- 두고두고 WITH 양다일 (2016)
- 별들도 눈 감은밤 WITH 새벽공방 (2017)
- 흐림 EP (2017)
- THE PIANO (2018)
- STREAMING WITH RICK BRIDGES (2018)
- 좀 더 영원한걸 원해 (2018)
- 우울증 (2018)
- 취했나봐 (2019)
- LAKU LAKU BED (2019)
- 광안대교(2019)
- 사회적 거리두기 (2020)
- 현명한 자가 말했지 (2020)

## 작곡 활동
- 신화 <오렌지> <ORANGE>
- 프로듀스101 슬레이트 <Oh Little Girl>
- PRODUCE X 101 갓츄 U GOT IT
- 아이오아이 <내말대로 해줘>
- 트와이스 <FFW>
- 버벌진트 <충분히예뻐>
- 뉴이스트 W <있다면> if you
- 워너원 GOLD
- 정세운 <오! 나의 여신> <BABY IT'S YOU> <SHADOWS> <니가 좋아한 노래>
- MXM <Diamond Girl> < I JUST DO >
- 빅톤 <WHITE NIGHT>
- 인피니트 <어디안가>
- 애즈원, 양다일 <혼자 메리크리스마스>
- 지오디 <난 좋아>
- 빅스 <SUPER HERO> <Say U Say Me>, <GOODNIGHT & GOODMORNING>
- 뉴이스트 <DayBreak>
- VIXX LR <REMEMBER>
- 세븐틴 <Say Yes>
- 블락비 <ACTION!> <ACTION REMIX>
- 몬스타엑스 <반칙이야>
- JBJ <Moonlight>, <Just Be Stars>
- 한해 <계산은 냅둬>, <가여워>
- 세븐틴 <Sweetest Thing>
- 우주소녀 칸타빌레
- 우주소녀 야광별
- 우주미키 짜릿하게(STRONG)
- 청하 x 마미손 <달려>
- 마이네임 BURNING LOVE
- 보이프렌드 <놀러와>
- 모바일게임 URBAN FIGHTER OST 총감독
- 김진표 <아저씨> <고백> <이를 닦았나?> <웃지않아>
- ESBEE <노래하고 싶어>, <SPARKLING>
- 쇼리 J <스냅백 걸>
- 김현중 <Nothing On U>
- Brand New Music Family <You make me feel brand new>, <HAPPY BRANDNEW YEAR>
- 서인국 <Brand New Day>
- The5tion <JUST SWEET> <BREAK AWAY> (일본)
- 크로스진 <어려도 남자야>
- 김완선 <USE ME>
- AS ONE <BLUE>
- 김형준 <oh!ah!>
- 베스티 <싱글베드>
- 스텔라 <세피로트의 나무>
- 드라마 아이가 다섯OST <행복해>
- 마이크로닷 <CELEBRATION>
- WEATHER GIRLS (일본) <TALK TALK TALK>, <CHEWING GUM>
- 레이디 제인 <스무살이니>
- 홍수현 <in Paris>, <Love, Love, Love feat.키겐>
- 박다예 <잘몰라>
- 하이브리파인 <Starlight Love>, <Rain U>
- 팬텀 <오늘따라>, <버닝>, <얼굴뚫어지겠다>, <미역국>, <확신을 줘>